# Flagge Costa Ricas
Die Streifenfolge der Flagge Costa Ricas wurde am 12. November 1848 eingeführt. Die heutige Position des Wappens bei der Dienstflagge und Kriegsflagge entspricht der Vorgabe seit dem 27. November 1906. Das Wappen wurde am 21. Oktober 1964 sowie am 5. Mai 1998 nochmals verändert.

## Beschreibung und Bedeutung

3:5 Dienstflagge und Kriegsflagge zu Land und zur See

Die Streifen der Nationalflagge Costa Ricas stehen in dem Verhältnis 1:1:2:1:1. Hervorgegangen ist die Fahne aus den Farben der Zentralamerikanischen Konföderation (blau-weiß-blau), der Costa Rica bis 1838 angehörte, wobei das Weiß für das Bindeglied Zentralamerikas zwischen Nord- und Südamerika steht, und die beiden blauen Streifen das Karibische Meer und den Stillen Ozean symbolisieren, welche das Gebiet umschließen.
Im vorderen Drittel des mittleren Streifens befindet sich in der Dienst- und der Kriegsflagge das Staatswappen.

## Geschichte

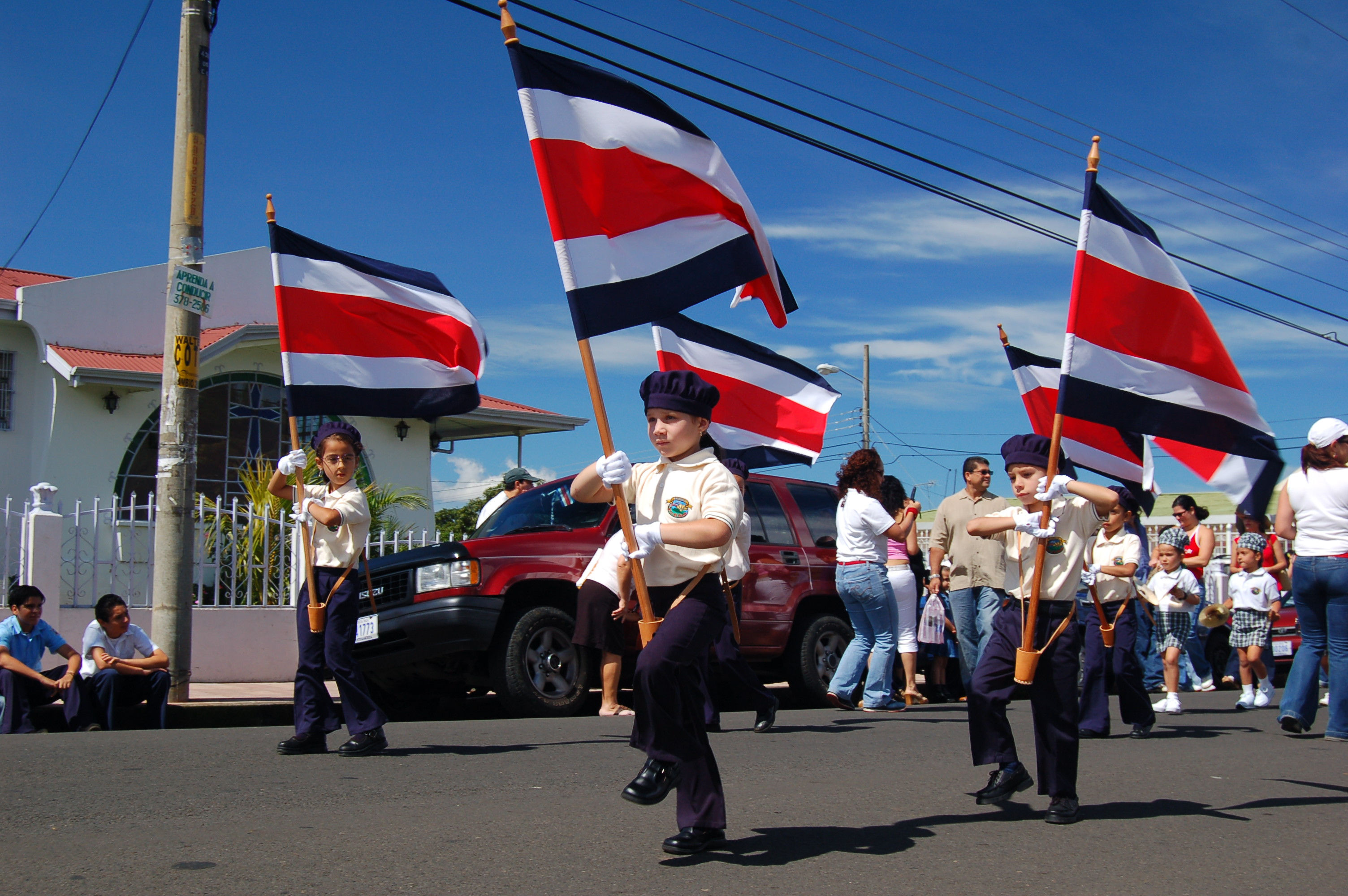
Mädchen mit der Nationalflagge am Tag der Unabhängigkeit

Die erste Nationalflagge Costa Ricas tauchte erstmals im September 1821 auf und hatte bereits zwei blaue Streifen, die die beiden Ozeane repräsentieren sollten. Anstelle des später verwendeten weißen Mittelstreifens wurde jedoch ein gelber verwendet, der angeblich das Symbol für ein „goldenes Amerika“ darstellte. Die Flagge wurde im Kampf um die Unabhängigkeit von Mexiko bis Mai 1822 und nochmals nach Erklärung der Unabhängigkeit am 10. Mai 1823 bis zum 6. Juni 1823 verwendet.
Zu diesem Zeitpunkt fand kurzfristig eine völlige Änderung des Designs statt, als man eine gänzlich weiße Flagge wählte, die einen roten, sechszackigen Stern enthielt. Die Zacken repräsentierten vermutlich die damals existierenden sechs Provinzen. Nach Beitritt Costa Ricas zur Zentralamerikanischen Konföderation führte man ab dem 4. März 1824 die Unionsflagge, die am 2. November desselben Jahres durch das eigene Staatswappen ergänzt wurde. Eine Änderung des Unionswappens am 22. November 1824 führte ebenso zu einer Modifikation der Flagge, die auch noch nach Auflösung des Zentralamerikanischen Staatenbundes im November 1838 weiter geführt wurde. Ab dem 21. April 1840 wurde zusätzlich zur ehemaligen Unionsflagge eine neue Flagge verwendet, bei der man die Nationalfarben umkehrte und ein neues costa‑ricanisches Wappen ins Zentrum der Flagge setzte. Ab dem 15. November 1840 war dies die alleinig gezeigte Nationalflagge.
Am 20. April 1842 kehrte man jedoch zu den traditionellen Farben blau-weiß-blau zurück und brachte ab September 1842 das Staatswappen von 1824 ins Zentrum der Flagge. Während dieser Zeit gab es heftige Diskussionen um deren Aussehen. Insbesondere die Liberale Partei, die Anhänger der Französischen Revolution war, plädierte für das Hinzufügen der Farbe Rot, um eine größere Ähnlichkeit mit der Französischen Trikolore zu erreichen. Erst am 12. November 1848 wurde die Frage schließlich zugunsten dieser dreifarbigen Variante entschieden, als Präsident José María Castro Madriz einen roten Mittelstreifen sowie ein neues Staatswappen hinzufügen ließ. Dieser wurde dabei stark von seiner Ehefrau, die ebenfalls Anhängerin der Französischen Revolution war, beeinflusst.
Von einigen kleineren Änderungen abgesehen, die vor allem das Aussehen des Wappens bzw. dessen Positionierung betrafen, blieb dies bis auf den heutigen Tag die gültige Nationalflagge Costa Ricas. Seit 1906 ist das Wappen nicht mehr zentral in der Flagge positioniert, sondern etwas in Richtung Mast versetzt. 1964 und 1998 wurde das Wappen und damit die Dienst- und Kriegsflagge jeweils in Details geändert.

September 1821 bis 6. Juni 1823
6. Juni 1823 bis 4. März 1824
4. März 1824 bis 2. November 1824
2. November 1824 bis 22. November 1824
22. November 1824 bis 15. November 1840
21. April 1840 bis 20. April 1842
September 1842 bis 12. November 1848
12. November 1848 bis 27. November 1906
27. November 1906 bis 21. Oktober 1964
21. Oktober 1964 bis 5. Mai 1998

## Verwendung
Dem Gesetz nach dürfen Bürger ihre Privathäuser nur an Feiertagen mit Wimpeln in den Nationalfarben schmücken. Trotzdem wird die Nationalflagge ohne ihr Wappen, die offiziell nur die Handelsflagge ist, praktisch von jedermann und überall verwendet.

## Weitere Flaggen Costa Ricas
Siehe auch: Flaggen und Wappen der Provinzen Costa Ricas
Sowohl die sieben Provinzen als auch die 81 Kantone Costa Ricas verfügen über eigene Flaggen. Zudem führen auch die Parteien des Landes Flaggen als Erkennungssymbol.

Kanton Desamparados bis 2007
Kanton Vásquez de Coronado

Partei Alianza Nacional Cristiana
Partei Nuevo Partido Democrático
Partei Partido Democrata

Partei Partido Independiente
Partei Partido Fuerza Democrática

## Ähnlichkeit
Die Flagge ähnelt im Aufbau und Farbauswahl der Flagge Thailands, die elf Jahre nach der Flagge von Costa Rica angenommen wurde. Der Unterschied ist die Verteilung der roten und blauen Streifen, die bei Thailand genau umgekehrt zur Costa-Ricanischen Flagge ist.
Auch die Flagge des 1936 von der japanischen Besatzungsmacht in der Inneren Mongolei errichteten Marionettenstaates Mengjiang ähnelte bis 1945 der Flagge Costa Ricas.

Flagge Thailands
Flagge Mengjiangs